# Bingoal Pauwels Sauces WB/Saison 2022
Dieser Artikel beschreibt die Mannschaft und die Siege des Radsportteams Bingoal Pauwels Sauces WB in der Saison 2022.

## Mannschaft
| Teamkader 2022                      | Teamkader 2022     | Teamkader 2022 | Teamkader 2022                        |
| Name                                | Geburtsdatum       | Land           | Vorheriges Team                       |
| ----------------------------------- | ------------------ | -------------- | ------------------------------------- |
| Stanisław Aniołkowski               | 20. Januar 1997    | Polen          | CCC Development (2020)                |
| Louis Blouwe                        | 19. November 1999  | Belgien        | Bingoal WB Development (2021)         |
| Dorian de Maeght                    | 13. August 1997    | Belgien        |                                       |
| Ceriel Desal                        | 20. Oktober 1999   | Belgien        | EFC-L&R-Vulsteke (2021)               |
| Timothy Dupont                      | 1. November 1987   | Belgien        | Circus-Wanty Gobert (2020)            |
| Karl Patrick Lauk                   | 9. Januar 1997     | Estland        | Pro Immo Nicolas Roux (2021)          |
| Arjen Livyns                        | 1. September 1994  | Belgien        | Roompot-Charles (2019)                |
| Johan Meens                         | 7. Juli 1999       | Belgien        | Bingoal WB Development (2021)         |
| Milan Menten                        | 31. Oktober 1996   | Belgien        | Sport Vlaanderen-Baloise (2020)       |
| Rémy Mertz                          | 17. Juli 1995      | Belgien        | Lotto-Soudal (2020)                   |
| Kenny Molly                         | 24. Dezember 1996  | Belgien        | AGO-Aqua Service (2018)               |
| Mathijs Paasschens                  | 18. März 1996      | Niederlande    | Home Solution-Anmapa-Soenens (2018)   |
| Tom Paquot                          | 22. September 1999 | Belgien        | Wallonie-Bruxelles Development (2020) |
| Dimitri Peyskens                    | 26. November 1991  | Belgien        | Veranclassic-Ago (2016)               |
| Laurenz Rex                         | 15. Dezember 1999  | Belgien        | Wallonie-Bruxelles Development (2020) |
| Ludovic Robeet                      | 22. Mai 1994       | Belgien        | Color Code-Arden'Beef (2016)          |
| Marco Tizza                         | 6. Februar 1992    | Italien        | Amore & Vita (2021)                   |
| Quentin Venner                      | 15. Juni 1998      | Belgien        | Wallonie-Bruxelles Development (2020) |
| Luc Wirtgen                         | 7. Juli 1998       | Luxemburg      | Wallonie-Bruxelles Development (2019) |
| Tom Wirtgen                         | 4. März 1996       | Luxemburg      | AGO-Aqua Service (2018)               |
| Bas Tietema (1. Feb.–31. Dez.)      | 29. Januar 1995    | Niederlande    | Allinq-Krush-De IJsselstreek (2020)   |
| Attilio Viviani (22. Mär.–31. Dez.) | 18. Oktober 1996   | Italien        | Cofidis (2021)                        |
|                                     |                    |                |                                       |
| Quelle: ProCyclingStats             |                    |                |                                       |

## Siege
| Siege    | Siege                             | Siege       | Siege  | Siege          | Siege |
| Datum    | Rennen                            | Staat       | Klasse | Sieger         |       |
| -------- | --------------------------------- | ----------- | ------ | -------------- | ----- |
| 6. Mär.  | Grand Prix de la Ville de Lillers | Frankreich  | 1.2    | Milan Menten   |       |
| 11. Jun. | Ster ZLM Toer, 4. Etappe          | Niederlande | 2.Pro  | Timothy Dupont |       |